# Louis Cole
Louis Cole, mer känd som FunForLouis, född 28 april 1983 i Cobham i Storbritannien, är en brittisk Youtubevloggare. Han har över 2,0 miljoner prenumeranter på Youtube och över 899 000 på Twitter. Han är mest känd för att han lägger upp vloggar på sin kanal varje dag där han dokumenterar sitt liv och sina resor över hela världen.